# Ceratomerus athertonius
Ceratomerus athertonius är en tvåvingeart som beskrevs av Sinclair 2003. Ceratomerus athertonius ingår i släktet Ceratomerus och familjen Brachystomatidae. Inga underarter finns listade i Catalogue of Life.